# Aldo Garzia
Aldo Garzia (Parabita, 3 maggio 1926 – Nardò, 17 dicembre 1994) è stato un vescovo cattolico italiano.

## Biografia
Nacque il 3 maggio 1926 a Parabita, figlio di agricoltori. Entrò, da ragazzo, nel seminario diocesano di Nardò e, successivamente, per gli studi liceali nel seminario regionale Pio XI di Molfetta, allora guidato dal rettore Corrado Ursi. Completò, a Napoli, gli studi teologici, presso il seminario pontificio di Posillipo. Si laureò in sacra teologia e in filosofia. Molteplici gli incarichi avuti nella sua diocesi natale; fu, anche, segretario particolare di Corrado Ursi e di Antonio Rosario Mennonna.
Eletto, da Paolo VI, il 7 ottobre 1975, alla chiesa titolare di Assidona ed assegnato amministratore apostolico, sede plena, e vescovo coadiutore di Molfetta, Giovinazzo e Terlizzi, in sostituzione di Settimio Todisco, promosso arcivescovo di Brindisi. Alla morte, il 18 marzo 1978, del vescovo Achille Salvucci divenne, per coadiutoria, vescovo diocesano.
Ricoprì anche l'incarico di amministratore apostolico, sede vacante, di Bitonto e Ruvo di Puglia.
Giovanni Paolo II, il 15 giugno 1982, lo trasferì alla diocesi di Gallipoli e nello stesso tempo lo nominò coadiutore del vescovo Antonio Rosario Mennonna. Divenne, sempre per coadiutoria, il 30 settembre 1983, nuovo vescovo di Nardò; il 30 settembre 1986, in base alle disposizioni della Santa Sede riguardo al riordino delle diocesi italiane, fu nominato primo vescovo della nuova diocesi di Nardò-Gallipoli.
Morì, a causa di una grave malattia, il 17 dicembre 1994, a Nardò.
È sepolto nella cattedrale di Nardò.
È intitolato alla sua memoria il Museo Diocesano di Nardò (Le).

## Genealogia episcopale
La genealogia episcopale è:
- Cardinale Scipione Rebiba
- Cardinale Giulio Antonio Santori
- Cardinale Girolamo Bernerio, O.P.
- Arcivescovo Galeazzo Sanvitale
- Cardinale Ludovico Ludovisi
- Cardinale Luigi Caetani
- Cardinale Ulderico Carpegna
- Cardinale Paluzzo Paluzzi Altieri degli Albertoni
- Papa Benedetto XIII
- Papa Benedetto XIV
- Papa Clemente XIII
- Cardinale Marcantonio Colonna
- Cardinale Giacinto Sigismondo Gerdil, B.
- Cardinale Giulio Maria della Somaglia
- Cardinale Carlo Odescalchi, S.I.
- Cardinale Costantino Patrizi Naro
- Cardinale Lucido Maria Parocchi
- Papa Pio X
- Papa Benedetto XV
- Papa Pio XII
- Cardinale Carlo Confalonieri
- Cardinale Corrado Ursi
- Vescovo Aldo Garzia